# Phwa Sian Liong
Phwa Sian Liong (ur. 26 stycznia 1931 w Pasuruan) – indonezyjski piłkarz pochodzenia chińskiego, członek kadry narodowej w latach 50. XX wieku. Reprezentant Indonezji na Letnich Igrzyskach Olimpijskich 1956.
Phwa wystąpił w co najmniej kilku oficjalnych meczach międzynarodowych. Grał też w spotkaniach nieoficjalnych. Jednym z takich spotkań było starcie pomiędzy Indonezją a młodzieżową reprezentacją USA (16 listopada 1956). Indonezja wygrała ten mecz 7–5, a Phwa strzelił gola na 3-2 (w 37. minucie). W 1955 roku, rozegrał m.in. towarzyskie spotkanie reprezentacyjne w Dżakarcie z mozambickim klubem Ferroviário Maputo (24 grudnia 1955), w którym padł wynik 2-2. We wrześniu 1956 roku, grał jeszcze w trzech meczach towarzyskich, ale już z pierwszymi reprezentacjami następujących krajów: NRD, Jugosławii i Chorwacji, która była wówczas częścią Jugosławii. We wszystkich trzech meczach, Indonezja przegrała. Phwa Sian Liong grał jednak zawsze pełne 90 minut.
Największym sukcesem sportowym Phwa Sian Lionga był jednak awans z reprezentacją na Letnie Igrzyska Olimpijskie 1956. Był wówczas zawodnikiem klubu Persebaya Surabaya.
W Melbourne grano od razu w systemie pucharowym. Jego reprezentacja rozegrała dwa mecze w ćwierćfinale. Indonezyjczycy nie rywalizowali w 1/8 finału, gdyż mieli wolny los. Na Olympic Park Stadium, Indonezyjczycy podejmowali zdecydowanie bardziej faworyzowaną reprezentację ZSSR. W pierwszym meczu (w którym Phwa brał udział), Indonezyjczycy sensacyjnie bezbramkowo zremisowali z radzieckimi piłkarzami. Potrzebny był dodatkowy mecz do wyłonienia półfinalisty turnieju (nie rozgrywano wówczas dogrywek ani konkursu rzutów karnych). W tymże meczu, w którym Phwa nie wystąpił (był rezerwowym), Indonezyjczycy przegrali 0-4. Zakończyli oni swój udział na miejscach 5-8.
Po igrzyskach wrócił do rodzimego kraju, gdzie wystąpił w towarzyskim meczu przeciwko reprezentacji Jugosławii. Indonezyjczycy przegrali 1-5. Phwa grał w pełnym wymiarze czasowym.
Był zawodnikiem Persebaya Surabaya. W sezonie 1957-1959, zdobywał wiele goli dla tego zespołu. Awansował ostatecznie do finałowych rozgrywek ligowych. Strzelił w nich pięć bramek (w sześciu meczach), a jego drużyna okazała się być piątą drużyną Indonezji. Wiadomo, że grał w tym zespole jeszcze w 1961 roku (w źródle odnotowany jest pod tym rokiem jako strzelec goli dla Persebayi). W tymże sezonie (który zaczął się w 1959), jego klub był czwarty. Phwa mógł być jednak w tej samej drużynie, która kilka lat wcześniej zdobywała tytuły mistrza Indonezji.